# Baltische Beker 1991
De Baltische Beker van 1991 was de 12e editie van de Baltische Beker. Het toernooi werd gehouden van 15 tot en met 17 november 1991 in Litouwen. Litouwen werd kampioen.

## Eindstand
| Team     | Pld | W | D | L | GF | GA | GD | Pts |
| -------- | --- | - | - | - | -- | -- | -- | --- |
| Litouwen | 2   | 1 | 1 | 0 | 5  | 2  | +3 | 3   |
| Letland  | 2   | 1 | 1 | 0 | 3  | 1  | +2 | 3   |
| Estland  | 2   | 0 | 0 | 2 | 1  | 6  | −5 | 0   |

## Wedstrijden

### Wedstrijd 1
|                                |                                                              |       |          |                                                                                   |
| 15 november «onderlinge duels» | Litouwen                                                     | 4 – 1 | Estland  | Klaipėda Central Stadion, Klaipėda Toeschouwers: 200 Scheidsrechter: Roman Lajuks |
| 15 november «onderlinge duels» | Vitkovskis 17' Ramelis 34' Urbonas 54' (Pen Magdišauskas 69' |       | Kirs 14' | Klaipėda Central Stadion, Klaipėda Toeschouwers: 200 Scheidsrechter: Roman Lajuks |

### Wedstrijd 2
|                                |                          |       |         |                                                                                     |
| 16 november «onderlinge duels» | Letland                  | 2 – 0 | Estland | Klaipėda Central Stadion, Klaipėda Toeschouwers: 200 Scheidsrechter: Gintaras Dilda |
| 16 november «onderlinge duels» | Sproģis 42' Troickis 79' |       |         | Klaipėda Central Stadion, Klaipėda Toeschouwers: 200 Scheidsrechter: Gintaras Dilda |

### Wedstrijd 3
|                                |                |       |             |                                                                                       |
| 17 november «onderlinge duels» | Litouwen       | 1 – 1 | Letland     | Klaipėda Central Stadion, Klaipėda Toeschouwers: 500 Scheidsrechter: Kęstutis Birieta |
| 17 november «onderlinge duels» | Skarbalius 20' |       | Teplovs 14' | Klaipėda Central Stadion, Klaipėda Toeschouwers: 500 Scheidsrechter: Kęstutis Birieta |

## Doelpuntmakers

### 1 doelpunt
- Urmas Kirs
- Dzintars Sproģis
- Igors Troickis
- Vitalijs Teplovs
- Aurelijus Skarbalius
- Stanislovas Vitkovskis
- Tomas Ramelis
- Darius Magdišauskas
- Valdas Urbonas

## Kampioen
| Kampioen 1991     |
| ----------------- |
| Litouwen 3e titel |